# 도쿄의 카가이
도쿄의 카가이/하나마치(일본어: 東京の花街 とうきょうのかがい/はなまち[*])는 도쿄에 있는 카가이 또는 원래의 유곽 (아카센도 포함한다)에 대해 기술한다. 제2차 세계대전 후, GHQ의 정책으로 유곽이 폐지되었기 때문에, 현재는 오로지 게이샤 집 등이 모이는 지역을 가리킨다. 현재 도쿄의 카가이는 한정된 지역에만 존재하지만, 전쟁 전에는 도쿄 23구 중 21구에 카가이가 존재했다.

## 역사
에도 시대에 후카가와의 오카바쇼에서 이윽고 "멋(粋)"을 파는 타츠미 게이샤가 태어났다. 이 밖에 니혼바시의 요시쵸나 야나기바시 등 게이샤는 에도 토박이들에게 인기가 있었다. 메이지 시대 이후 관청가에 가까운 신바시, 아카사카가 정부 고위 관료들도 노는 장소로 발전했다. 관동 대지진에서는 시모마치의 카가이가 큰 피해를 입었기 때문에, 피해가 적었던 카구라자카가 떠들썩해졌다. 원래 무코지마는 별로 없는 지역이었으나, 최근 젊은 여성 ("카모메씨"라고 불리는 도우미)이 자시키를 맡아, 인기를 얻고 있다고 한다.
그리고, 그 "토지"에서 영업할 때, "기루(妓楼) <카시자시키(貸座敷)> 창기 인수 찻집의 3자(娼妓引手茶屋ノ三者)"를 가지고 "三業ト唱ヘ"라고 하는 것이 도쿄의 풍속영업에 있어서의 삼업지(三業地)이다.
마치아이 찻집, 요릿집, 게이샤집 중 2개가 있고, 2업조합이 인가되어 있는 곳을 2업지, 세가지 모든 것이 이루어진 3업조합이 조직되어 있는 지구 혹은 그 3개를 갖추어 경영하는 3업회사의 영업지를 3업지라고 부르는 것이 정식이다.